# Silvino Francisco
Silvino Francisco (ur. 3 maja 1946 w Kapsztadzie, zm. 14 grudnia 2024) – południowoafrykański zawodowy snookerzysta. W gronie profesjonalistów w latach 1978–1996.
W 1985 wygrał turniej rankingowy British Open. W sezonie 1987/88 zajmował 8. lokatę na liście rankingowej.
W 1997 zatrzymany za przemycanie marihuany i skazany na trzy lata więzienia.